# Геза I
Геза I (Ґеза I, угор. I. Géza; 1044—25 квітня 1077) — угорський король (1074—1077) з династії Арпадів. Старший син короля Бели I.

## Біографія

### Ранні роки (1040—1063)
Батьківщиною Гези була не Угорщина, а Польща, де його батько, принц Бела, c 1037 року переховувався від гніву першого короля Угорщини Стефана I, який стратив діда Гези, князя Вазула, за заколот. Там же, у Польщі, принц Бела одружився з Риксою (Ріхезою) (за іншими даними, її звали Аделаїда), дочкою родича, що його прихистив, польського короля Мешко II Млявого, яка народила від нього синів — Гезу, Ласло (Владислава) і Ламберта.
Повернутися до Угорщини Белі і його дітям допомогло антихристиянське повстання Вати (1046), в результаті якого був повалений і засліплений успадкувавший Стефану I угорський король Петро Орсеоло. Бела був молодшим сином князя Вазула, тому новим королем Угорщини став його старший брат Андрій I. Спочатку Андрій призначив своїм наступником молодшого брата Белу, але після народження сина і спадкоємця Шаламона змінив свій заповіт на користь останнього (1057). Бела був змушений зректися прав на престол, отримавши натомість, як компенсацію, Нітранське князівство, що включало в себе третину Угорської території.
Не вдовольнившись отриманим князівством, Бела, разом зі своєю родиною повернувся до Польщі, де знову знайшов привітний прийом при дворі свого племінника з боку дружини, герцога Болеслава II Сміливого. Разом з Болеславом він почав війну проти свого брата-короля і скинув його з престолу (1060). Андрій I був смертельно поранений в бою, Бела I став новим королем, а Геза — наслідним принцом.
Однак династичні чвари в Угорщині на цьому не закінчилися, і права Гези на угорський трон, так само як і саме його життя, згодом ще не раз опинялися під питанням. Вдова Андрія I, дочка київського князя Ярослава Мудрого Анастасія, звернулася за допомогою до Німецького імператора Генріха IV, і той вторгся в Угорщину з військом. Напередодні вирішального бою король Бела тяжко травмувався, впавши з трону, і незабаром помер (1063). Військо Бели програло битву, і його синам довелося визнати королем малолітнього Шаламона, обмежившись, за умовами мирного договору, територією князівства, що колись належала їхньому батькові. Так принц Геза став князем Нітри і 1/3 частини Угорщини (Tercia Pars Regni).

### Геза— князь Нітранський (1063—1074)
Після примирення з Шаламоном Геза сам поклав на його голову корону під час святкування Великодня в місті Печі (11 квітня 1064 року). Приблизно до цього ж часу відносять одруження Гези на дочці графа Гізельберта фон Лооза Жофіі (Софії). Тоді Геза з усією очевидністю щиро бажав відновлення громадянського миру в Угорщині і разом зі своїми молодшими братами брав участь у всіх військових кампаніях, які робив король.
Із зовнішніх війн, які в той час вела Угорщина, найбільш значними були хорватський похід 1067 року проти Венеції, розгром печенігів при Керлеше (Трансільванія, 1068), і війна з Візантією, що закінчилася взяттям угорцями Белграда (1071). Там же, під Белградом, союз князя Гези з королем вперше дав серйозну тріщину. Комендант Белградського гарнізону Микита здав фортецю, але не королю, а Гезе, який пообіцяв відпустити і не грабувати, що здалися греків. Король визнав дії Гези самоуправством і вирахував з його частки військової здобичі ту частину, яку, на його думку, через дурість Гези недоотримала скарбниця. Після цієї події відносини Гези з королем тільки погіршувалися. Справді, дії грецького коменданта виглядають як навмисна провокація: знаючи про напружені стосунки між королем Угорщини і його кузеном, важко було знайти кращий спосіб посварити їх між собою. Зрозуміло, Шаламона розлютила не упущена вигода, а те, що греки сполучалися з його двоюрідним братом як з королем.
У 1072 візантійці знову взяли Белград. Король Шаламон оголосив новий похід, який проходив успішно (угорське військо дійшло до міста Ниша в нинішній Південній Сербії) до тих пір, поки князь Геза не дезертирував, побоюючись, що в його відсутність прихильники короля можуть забрати у нього князівство. Шаламон повернувся до Угорщини з наміром покарати Гезу за зраду, і лише з величезними труднощами угорським єпископам вдалося вмовити родичів помиритися (у 1073 році, на одному з Естергомський острівців на Дунаї). На словах обидві сторони прагнули до примирення, на ділі — готувалися до війни.
І все-таки Шаламону вдалося застати Гезу зненацька, коли він полював в Ігфанском лісі. Табір Гези був розгромлений, сам він дивом врятувався. Геза спробував прорватися на північ, до свого брата Ласло, але 26 лютого 1074 на Кемейской рівнині (на північ від сучасного Карцага) військо Шаламона наздогнало і майже повністю знищило його загін. Правда сам Геза знову вцілів і зміг з'єднатися зі своїм молодшим братом Ласло, який привів з собою польські та чеські загони. 14 березня 1074 під Модьородом (в межах суч. Будапешта) армія синів Бели розгромила військо Шаламона. Шаламону довелося бігти на північний захід країни, а Геза був проголошений королем Угорщини.

### Король Геза I (1074—1077)
Правління Гези було недовгим і неспокійним. Практично всі його зусилля були спрямовані на подальше поширення в Угорщині християнства і на боротьбу з двоюрідним братом Шаламоном, що не залишає надії повернути собі відібраний престол. Причому перше вдавалося Гезі набагато краще за друге. Йому приписують зведення собору в Ваці і глибоку, щиру особисту побожність, за яку він був прозваний Благочестивим.
Сама війна з двоюрідним братом викликала в нього моральні терзання і спонукала шукати примирення з Шаламоном, але розпочаті мирні переговори він так і не встиг довести до кінця. Свою коронацію він також довго відкладав, що було частково викликано відсутністю корони, яку повіз із собою і примудрився втратити при поспішному втечу Шаламон (ця корона була знайдена лише кілька століть тому на території нинішньої Словаччини). Коронація відбулася тільки у 1075 році завдяки Візантійському імператору Михайлу VII Дукі, який надіслав Гезі нову корону — справжній витвір мистецтва, що склало згодом (після додавання до неї вінця Св. Іштвана) нижню частину знаменитої Священної Корони (Szent Korona) угорських королів. Як бачимо, греки не забули прихильного ставлення до них Гези, проявленого під час взяття Белграда. Дружба короля з греками ще більше зміцніла після того, як овдовілий до того часу Геза одружився з Сіннаденою — племінницею грецького патриція Никифора Вотаниата, що став згодом (у 1078) візантійським імператором. Римський папа Григорій VII також був прихильником Гези, оскільки ворогував з імператором Генріхом IV, родичем і союзником поваленого Шаламона. І все ж, незважаючи на настільки потужну зовнішню підтримку, Геза продовжував шукати миру. На святкуванні Різдва у Сексарді 1076 року Геза зібрав вищих прелатів Угорської Церкви і оголосив їм про свій намір запропонувати Шаламона, в обмін на мир, 2/3 угорської території, зберігаючи за собою лише 1/3 і королівський титул. Шаламон або не прийняв цю пропозицію, або не встиг відповісти на неї.

### Смерть Гези
Геза I помер 25 квітня 1077. В угорських хроніках містяться найсуперечливіші пояснення причин його смерті: від невідомої тривалої хвороби, яка поступово звела в могилу короля, якому не було ще й сорока років, до явного отруєння досі абсолютно здорового і енергійного угорського монарха (про це писав настоятель монастиря Св. Спасителя Віллермус). Втім, більшість джерел наполягає на природній смерті Гези, що також цілком природно для офіційного угорського літописання, оскільки прийняття версії отруєння поставило б питання про отруйників, і тоді виявилося б, що швидка смерть Гези була вигідніша його «друзям», ніж його ворогам. Справді, Шаламону було набагато зручніше мати справу з Гезою, який не раз доводив, що відновлення громадянського миру в Вітчизні для нього важливіше особистої влади, ніж з його молодшим братом Ласло I, який віддавав перевагу силовому вирішенню конфлікту. Погодься Шаламон на мирні пропозиції Гези, і в його руках зосередилися б ресурси двох третин угорського королівства, які дозволили б йому почати нову — і цього разу більш успішну — війну за корону. Однак у розпал мирних переговорів Геза вмирає. Його спадкоємці — принци Кальман і Альмош, народжені першою дружиною Софією — ще малі, але придворна знать, більшість якої складають прихильники синів Бели, навіть чути не бажає про реставрацію Шаламона, і корона переходить до другого сина Бели I Ласло (Владислава), який не був настільки ж щедрий на обіцянки своєму кузену. У підсумку мирні переговори припиняються, Шаламон ще намагається чинити опір, але через чотири роки капітулює.